# Mistrzostwa Świata w Amp Futbolu Kobiet 2024
Mistrzostwa Świata w Amp Futbolu Kobiet 2024 – pierwsza oficjalna edycja ampfutbolowych mistrzostw świata kobiet, które odbyły się w Kolumbii, w mieście Barranquilla w dniach 4-10 listopada 2024 roku.
Informację o organizacji pierwszego w historii turnieju o mistrzostwo świata kobiet opublikowano na rok przed planowanym wydarzeniem w mediach społecznościowych World Amputee Football Federation. Listę 12 reprezentacji narodowych zgłoszonych do udziału w turnieju ogłoszono 8 marca 2024 roku (Międzynarodowy Dzień Kobiet).

## Stadiony
Turniej został rozegrany na 2 stadionach w kolumbijskim mieście Barranquilla.
| Barranquilla                       | Barranquilla                |
| ---------------------------------- | --------------------------- |
| Estadio Municipal Romelio Martínez | Cancha de Fútbol San Isidro |
| Pojemność: 8 600                   | Pojemność: 500              |
|                                    |                             |

## Uczestnicy
Do mistrzostw zgłoszono 12 reprezentacji z 4 kontynentów: Kolumbia, Brazylię, Ekwador, Peru, Haiti, Stany Zjednoczone, Anglię, Polskę, Ukrainę, Kamerun, Kenię oraz Nigerię. Ostatecznie na turniej dotarło 10 reprezentacji (udziału nie wzięły reprezentacje Kamerunu i Nigerii).
Początkowo informowano o udziale reprezentacji Argentyny, Ghany i Liberii, jednak jeszcze przed losowaniem zostały zastąpione drużynami z Ekwadoru, Peru i Kenii. Ponadto doniesienia medialne traktowały o turnieju z udziałem aż 16 drużyn i potencjalnym udziale reprezentacji Angoli, Kostaryki, Rwandy oraz Indii.

### Podział na koszyki
W turnieju przewidywano udział 12 reprezentacji narodowych - zostały one przydzielone do czterech koszyków zgodnie z kluczem geograficznym, z których zostały rozlosowane do trzech czterozespołowych grup.
| Koszyk 1 (Ameryka Płd.)                            | Koszyk 2 (Ameryka Płn.)     | Koszyk 3 (Europa)           | Koszyk 4 (Afryka)           |
| -------------------------------------------------- | --------------------------- | --------------------------- | --------------------------- |
| - Kolumbia (gospodarz) - Brazylia - Ekwador - Peru | - Haiti - Stany Zjednoczone | - Anglia - Polska - Ukraina | - Kamerun - Kenia - Nigeria |

Losowanie grup odbyło się 25 września 2024 roku w mieście Barranquilla.

### Składy
- Anglia[6]:

Bramkarki: Sacha Bowman, Tate Willis
Zawodniczki z pola: Keeley Cerretti, Shelbée Clarke, Sarah Haskins, Annabel Kiki, Rebecca Legon, Tayla Page, Isabelle Papandronicou, Stacey Quirk, Marni Voak
- Brazylia[7]:

Bramkarki: Jussara Carriel Arcanjo, Letícia Borges Barbalho
Zawodniczki z pola: Jaqueline Pinheiro Maciel, Renata Martins Medeiros, Ana Raiana Santos, Glauciane Gomes da Silva, Patrícia Garcez Santos, Maria Angelina Caetano de Souza, Renata Alves Frutuoso, Oara Uchoa Assunção, Nicicleide Ferreira Costa, Alessandra de Fátima Ferraz, Viviane Antunes Nascimento
- Ekwador[8]:

Bramkarki: Ximena Cedeño Cusme, Emerita Tobar Chachalo
Zawodniczki z pola: Sara Lucio Paredes, Jenny Dahua Vargas, Roxana Cedeño Bravo, Mónika Salavarria Castro, Lidia Napa Mazamba, Viviana Rojas Urgilez, Diana Armijos Bone, Carmen Araque Morocho, Consuelo Arce Gudiño, Yessenia Mendez Ordoñez
- Haiti: brak danych
- Kenia[9]:

Bramkarki: Clara Chepkoech, Susan Jepkogei Kiplagat
Zawodniczki z pola: Joan Naibei, Angeline Chepkosgei Kibet, Marceline Anjejo, Alice Wairimu, Caten Nangila Musungu, Esther Syombua, Beatrice Cherop, Winnie Rose
- Kolumbia[10]:

Bramkarki: Emily Clavel, Karen Herreño
Zawodniczki z pola: Sandra Angel, Aura Neira, Jennifer Coronado, Yenny Ortiz, Yady Fernández, Nelfi Guarnizo Lozano, Sandra Paez, Laura Núñez, Martha Janeth Cespedes Cordero, Lorena Morales, Derly Cuero
- Peru: brak danych
- Polska[11]:

Bramkarki: Anna Płodzik, Emilia Spunda, Alicja Sowińska
Zawodniczki z pola: Justyna Bzdela, Monika Kukla, Daria Majkowska, Aleksandra Matczak, Weronika Nowotny, Marta Oblas, Jolanta Ożga, Aleksandra Płuciennik, Anna Raniewicz, Marta Rumińska
- Stany Zjednoczone[12]:

Bramkarki: Alexia Michitti, Addison Rosenkrans, Mia Busk
Zawodniczki z pola: Sarah Evans, Tracy Danzey, Kaitlyn Bondy, Jenny Gray, Laquinta Haynes, Christina Kreil, Tylea Brown, Elayna Alexandra, Amie Donathan, Samantha Castillo
- Ukraina[13]:

Bramkarka: Aleksandra Zołotuchina
Zawodniczki z pola: Olja Bienda, Tetiana Mialnik, Anastasija Jurkiewicz, Natalia Skworinska, Kateryna Pregon, Miła Miła, Lina Deszwar

## Sędziowie
Do prowadzenia spotkań podczas turnieju wyznaczono 15 sędziów:

- Claudia Guerra
- Luis Molina
- Suavis Iratunga
- Nico Boin
- Osnaider Mariano
- Stalin Chanataxi
- Mahjouba Jamaa
- Doris Cachay
- Nakhaara Doria
- Joisse Yuyarima
- Aleksandra Faber
- Paweł Susek
- Oscar Velazquez
- Fernanda Bolz
- Leticia Rodriguez

## Faza grupowa

### Grupa A
| Zespół   | Pkt | M | W | R | P | Br+ | Br− | +/− |
| -------- | --- | - | - | - | - | --- | --- | --- |
| Kolumbia | 9   | 3 | 3 | 0 | 0 | 8   | 0   | +8  |
| Polska   | 6   | 3 | 2 | 0 | 1 | 8   | 1   | +7  |
| Brazylia | 3   | 3 | 1 | 0 | 2 | 3   | 9   | -6  |
| Kamerun  | 0   | 3 | 0 | 0 | 3 | 0   | 9   | -9  |

| 4 listopada 2024 21:00 (UTC-05:00) | Kolumbia · Yady Fernández | 1:0(0:0) | Polska | Estadio Municipal Romelio Martínez, Barranquilla |
|                                    |                           |          |        |                                                  |

| 5 listopada 2024 16:00 (UTC-05:00) | Brazylia | 0:5(0:3) | Polska · Anna Raniewicz · Monika Kukla · Justyna Bzdela | Estadio Municipal Romelio Martínez, Barranquilla |
|                                    |          |          |                                                         |                                                  |

| 6 listopada 2024 17:30 (UTC-05:00) | Kolumbia · Yady Fernández · Nelfi Guarnizo Lozano · Johana Neira · Jennifer Coronado | 4:0(2:0) | Brazylia | Estadio Municipal Romelio Martínez, Barranquilla |
|                                    |                                                                                      |          |          |                                                  |

### Grupa B
| Zespół | Pkt | M | W | R | P | Br+ | Br− | +/− |
| ------ | --- | - | - | - | - | --- | --- | --- |
| Kenia  | 7   | 3 | 2 | 1 | 0 | 3   | 0   | +3  |
| Anglia | 6   | 3 | 2 | 0 | 1 | 7   | 1   | +6  |
| Peru   | 3   | 3 | 1 | 0 | 2 | 3   | 8   | -5  |
| Haiti  | 1   | 2 | 0 | 1 | 2 | 0   | 4   | -4  |

| 4 listopada 2024 9:30 (UTC-05:00) | Peru | 0:6(0:2) | Anglia · Annabel Kiki · Isabelle Papandronicou · Shalbée Clarke | Estadio Municipal Romelio Martínez, Barranquilla |
|                                   |      |          |                                                                 |                                                  |

| 4 listopada 2024 16:00 (UTC-05:00) | Haiti | 0:0 | Kenia | Estadio Municipal Romelio Martínez, Barranquilla |
|                                    |       |     |       |                                                  |

| 5 listopada 2024 9:30 (UTC-05:00) | Peru | 0:2(0:1) | Kenia · Winnie Rose · Esther Syombua | Cancha de Fútbol San Isidro, Barranquilla |
|                                   |      |          |                                      |                                           |

| 5 listopada 2024 17:30 (UTC-05:00) | Haiti | 0:1(0:1) | Anglia · Isabelle Papandronicou | Estadio Municipal Romelio Martínez, Barranquilla |
|                                    |       |          |                                 |                                                  |

| 6 listopada 2024 9:30 (UTC-05:00) | Anglia | 0:1(0:0) | Kenia · Merceline Anjejo | Estadio Municipal Romelio Martínez, Barranquilla |
|                                   |        |          |                          |                                                  |

| 6 listopada 2024 9:30 (UTC-05:00) | Peru | 3:0 wo. | Haiti | Cancha de Fútbol San Isidro, Barranquilla |
|                                   |      |         |       |                                           |

Haiti zostało ukarane walkowerem za występ nieuprawnionej zawodniczki (mecz zakończył się wynikiem 0:0).

### Grupa C
| Zespół            | Pkt | M | W | R | P | Br+ | Br− | +/− |
| ----------------- | --- | - | - | - | - | --- | --- | --- |
| Stany Zjednoczone | 9   | 3 | 3 | 0 | 0 | 12  | 0   | +12 |
| Ekwador           | 6   | 3 | 2 | 0 | 1 | 5   | 6   | -1  |
| Ukraina           | 3   | 3 | 1 | 0 | 2 | 4   | 6   | -2  |
| Nigeria           | 0   | 3 | 0 | 0 | 9 | 0   | 9   | -9  |

| 4 listopada 2024 9:30 (UTC-05:00) | Ekwador · Sara Lucio Paredes · Jenny Dahua Vargas | 2:1(0:0) | Ukraina · Lina Deszwar | Cancha de Fútbol San Isidro, Barranquilla |
|                                   |                                                   |          |                        |                                           |

| 5 listopada 2024 9:30 (UTC-05:00) | Stany Zjednoczone · Tylea Brown · Amie Donathan · Kaitlyn Bondy · Samantha Castillo | 4:0(1:0) | Ukraina | Estadio Municipal Romelio Martínez, Barranquilla |
|                                   |                                                                                     |          |         |                                                  |

| 6 listopada 2024 16:00 (UTC-05:00) | Ekwador | 0:5(0:3) | Stany Zjednoczone · Amie Donathan · Tylea Brown | Estadio Municipal Romelio Martínez, Barranquilla |
|                                    |         |          |                                                 |                                                  |

### Klasyfikacja drużyn z trzecich miejsc
Anulowane spotkania z drużynami, które ostatecznie nie wzięły udziału w turnieju potraktowano jako walkowery. Dwie najwyżej sklasyfikowane drużyny z trzecich miejsc uzyskały awans do ćwierćfinałów, najniżej sklasyfikowana zagrała mecz o 9. miejsce.
| Grupa | Zespół   | Pkt | M | W | R | P | Br+ | Br− | +/− |
| ----- | -------- | --- | - | - | - | - | --- | --- | --- |
| C     | Ukraina  | 3   | 3 | 1 | 0 | 2 | 4   | 6   | -2  |
| B     | Peru     | 3   | 3 | 1 | 0 | 2 | 3   | 8   | -5  |
| A     | Brazylia | 3   | 3 | 1 | 0 | 2 | 3   | 9   | -6  |

## Faza pucharowa
|  |                   |                   |                   |                   |       |                   |                   |                   |                   |                   |                   |       |       |
|  | Ćwierćfinały      | Ćwierćfinały      | Ćwierćfinały      |                   |       | Półfinały         | Półfinały         | Półfinały         |                   |                   | Finał             | Finał | Finał |
|  | Ćwierćfinały      | Ćwierćfinały      | Ćwierćfinały      |                   |       | Półfinały         | Półfinały         | Półfinały         |                   |                   | Finał             | Finał | Finał |
|  | 8 listopada 2024  |                   |                   |                   |       |                   |                   |                   |                   |                   |                   |       |       |
|  |                   |                   |                   |                   |       |                   |                   |                   |                   |                   |                   |       |       |
|  | Kolumbia          | Kolumbia          | 4                 |                   |       |                   |                   |                   |                   |                   |                   |       |       |
|  | Kolumbia          | Kolumbia          | 4                 | 9 listopada 2024  |       |                   |                   |                   |                   |                   |                   |       |       |
|  | Peru              | Peru              | 0                 |                   |       |                   |                   |                   |                   |                   |                   |       |       |
|  | Peru              | Peru              | 0                 |                   |       | Kolumbia          | Kolumbia          | 1                 |                   |                   |                   |       |       |
|  | 8 listopada 2024  |                   |                   |                   |       | Kolumbia          | Kolumbia          | 1                 |                   |                   |                   |       |       |
|  |                   |                   | Kenia             | Kenia             | 0     |                   |                   |                   |                   |                   |                   |       |       |
|  | Kenia             | Kenia             | Kenia             | Kenia             | 0     | 1                 |                   |                   |                   |                   |                   |       |       |
|  | Kenia             | Kenia             |                   |                   |       | 1                 | 10 listopada 2024 |                   |                   |                   |                   |       |       |
|  | Ukraina           | Ukraina           | 0                 |                   |       |                   |                   |                   |                   |                   |                   |       |       |
|  | Ukraina           | Ukraina           | 0                 |                   |       | Kolumbia          | Kolumbia          | 1 (2)             |                   |                   |                   |       |       |
|  | 8 listopada 2024  |                   |                   |                   |       | Kolumbia          | Kolumbia          | 1 (2)             |                   |                   |                   |       |       |
|  |                   |                   | Stany Zjednoczone | Stany Zjednoczone | 1 (1) |                   |                   |                   |                   |                   |                   |       |       |
|  | Stany Zjednoczone | Stany Zjednoczone | Stany Zjednoczone | Stany Zjednoczone | 1 (1) | 0 (2)             |                   |                   |                   |                   |                   |       |       |
|  | Stany Zjednoczone | Stany Zjednoczone | 9 listopada 2024  |                   |       | 0 (2)             |                   |                   |                   |                   |                   |       |       |
|  | Anglia            | Anglia            | 0 (1)             |                   |       |                   |                   |                   |                   |                   |                   |       |       |
|  | Anglia            | Anglia            | 0 (1)             |                   |       | Stany Zjednoczone | Stany Zjednoczone | 0 (3)             | Mecz o 3. miejsce | Mecz o 3. miejsce | Mecz o 3. miejsce |       |       |
|  | 8 listopada 2024  |                   |                   |                   |       | Stany Zjednoczone | Stany Zjednoczone | 0 (3)             | Mecz o 3. miejsce | Mecz o 3. miejsce | Mecz o 3. miejsce |       |       |
|  |                   |                   | Polska            | Polska            | 0 (1) |                   |                   | 10 listopada 2024 | 10 listopada 2024 | 10 listopada 2024 |                   |       |       |
|  | Polska            | Polska            | Polska            | Polska            | 0 (1) | 1                 |                   | 10 listopada 2024 | 10 listopada 2024 | 10 listopada 2024 |                   |       |       |
|  | Polska            | Polska            |                   |                   |       |                   |                   | Kenia             | Kenia             | 0                 |                   |       |       |
|  | Ekwador           | Ekwador           | 0                 |                   |       |                   |                   |                   | Kenia             | 0                 |                   |       |       |
|  | Ekwador           | Ekwador           | 0                 |                   |       |                   |                   | Polska            | Polska            | 1                 |                   |       |       |
|  |                   |                   |                   |                   |       |                   |                   |                   | Polska            | 1                 |                   |       |       |

### Mecz o 9. miejsce
| 8 listopada 2024 9:30 (UTC-05:00) | Haiti | 0:2(0:1) | Brazylia · Oara Uchoa Assunção · Nicicleide Ferreira Costa | Cancha de Fútbol San Isidro, Barranquilla |
|                                   |       |          |                                                            |                                           |

### Ćwierćfinały
| 8 listopada 2024 9:30 (UTC-05:00) | Kenia · Merceline Anjejo | 1:0(1:0) | Ukraina | Estadio Municipal Romelio Martínez, Barranquilla |
|                                   |                          |          |         |                                                  |

| 8 listopada 2024 16:00 (UTC-05:00) | Stany Zjednoczone | 0:0 k. 2:1 | Anglia | Estadio Municipal Romelio Martínez, Barranquilla |
|                                    |                   |            |        |                                                  |

| 8 listopada 2024 16:00 (UTC-05:00) | Polska · Monika Kukla | 1:0(1:0) | Ekwador | Cancha de Fútbol San Isidro, Barranquilla |
|                                    |                       |          |         |                                           |

| 8 listopada 2024 17:30 (UTC-05:00) | Kolumbia · Sandra Páez · Yady Fernández · Johana Neira · Laura Rojas | 4:0(1:0) | Peru | Estadio Municipal Romelio Martínez, Barranquilla |
|                                    |                                                                      |          |      |                                                  |

### Mecze o miejsca 5-8.
| 9 listopada 2024 9:30 (UTC-05:00) | Ukraina | 0:0 k. 2:0 | Peru | Cancha de Fútbol San Isidro, Barranquilla |
|                                   |         |            |      |                                           |

| 9 listopada 2024 9:30 (UTC-05:00) | Anglia · Isabelle Papandronicou · Annabel Kiki | 3:0(3:0) | Ekwador | Estadio Municipal Romelio Martínez, Barranquilla |
|                                   |                                                |          |         |                                                  |

### Mecz o 7. miejsce
| 10 listopada 2024 9:30 (UTC-05:00) | Peru | 0:2(0:2) | Ekwador · Lidia Napa Mazamba · Sara Lucio Paredes | Cancha de Fútbol San Isidro, Barranquilla |
|                                    |      |          |                                                   |                                           |

### Mecz o 5. miejsce
| 10 listopada 2024 9:30 (UTC-05:00) | Ukraina | 0:2(0:0) | Anglia · Annabel Kiki | Estadio Municipal Romelio Martínez, Barranquilla |
|                                    |         |          |                       |                                                  |

### Półfinały
| 9 listopada 2024 17:30 (UTC-05:00) | Stany Zjednoczone | 0:0 k. 3:1 | Polska | Estadio Municipal Romelio Martínez, Barranquilla |
|                                    |                   |            |        |                                                  |

| 9 listopada 2024 19:00 (UTC-05:00) | Kolumbia · Yady Fernández | 1:0(1:0) | Kenia | Estadio Municipal Romelio Martínez, Barranquilla |
|                                    |                           |          |       |                                                  |

### Mecz o 3. miejsce
| 10 listopada 2024 18:00 (UTC-05:00) | Kenia | 0:1(0:1) | Polska · Monika Kukla | Estadio Municipal Romelio Martínez, Barranquilla |
|                                     |       |          |                       |                                                  |

### Finał
| 10 listopada 2024 19:30 (UTC-05:00) | Kolumbia · Jennifer Coronado | 1:1 k. 2:1(0:1) | Stany Zjednoczone · Jenny Gray | Estadio Municipal Romelio Martínez, Barranquilla |
|                                     |                              |                 |                                |                                                  |

## Strzelcy
Pierwszego gola w turnieju, który był równocześnie pierwszym w historii golem zdobytym na imprezie rangi mistrzowskiej w amp futbolu kobiet, zdobyła Angielka Isabelle Papandronicou w pierwszej połowie spotkania grupowego z Peru, wygranego przez Angielki 6:0 (2:0).
Bramki zdobyte w seriach rzutów karnych nie zostały zaliczone do poniższego zestawienia.

### 7 bramek
- Annabel Kiki

### 5 bramek
- Amie Donathan

### 4 bramki
- Isabelle Papandronicou
- Yady Fernández
- Monika Kukla

### 2 bramki
- Sara Lucio Paredes
- Merceline Anjejo
- Jennifer Coronado
- Johana Neira
- Anna Raniewicz
- Tylea Brown

### 1 bramka
- Shalbée Clarke
- Oara Uchoa Assunção
- Nicicleide Ferreira Costa
- Jenny Dahua Vargas
- Lidia Napa Mazamba
- Winnie Rose
- Esther Syombua
- Nelfi Guarnizo Lozano
- Sandra Páez
- Laura Rojas
- Justyna Bzdela
- Kaitlyn Bondy
- Samantha Castillo
- Jenny Gray
- Lina Deszwar

## Transmisje
Wszystkie spotkania turnieju transmitowane były na żywo na profilu World Amputee Football Federation w serwisie YouTube. Ponadto spotkania reprezentacji Polski transmitowane były z polskim komentarzem w aplikacji oraz na stronie internetowej TVP Sport.

## Klasyfikacja końcowa
| Miejsce | Reprezentacja     |
| ------- | ----------------- |
| złoto   | Kolumbia          |
| srebro  | Stany Zjednoczone |
| brąz    | Polska            |
| 4.      | Kenia             |
| 5.      | Anglia            |
| 6.      | Ukraina           |
| 7.      | Ekwador           |
| 8.      | Peru              |
| 9.      | Brazylia          |
| 10.     | Haiti             |